# Susan Ivey
Pour les articles homonymes, voir Ivey.
Susan Ivey, née le 31 octobre 1958 à New York, est la présidente et CEO de Reynolds American. Le magazine Forbes l'a classé 59e des cent femmes les plus puissantes du monde en 2009.